# Янгъяха (приток Вэнтокойяхи)
Янгъяха (устар. Янг-Яха) — река в России, протекает по Пуровскому району Ямало-Ненецкого автономного округа. Устье реки находится в 95 км по правому берегу реки Вэнтокойяха. Длина реки составляет 27 км.

## Данные водного реестра
По данным государственного водного реестра России относится к Нижнеобскому бассейновому округу, водохозяйственный участок реки — Пур. Речной бассейн реки — Пур.
Код объекта в государственном водном реестре — 15040000112115300060411.